# غوتليب جاربر
غوتليب جاربر (بالإنجليزية: Gottlieb Garber)‏ هو سياسي أمريكي، ولد في 16 يناير 1859 في سويسرا، وتوفي في 20 ديسمبر 1932 في كينويك في الولايات المتحدة.